# Radio Salas
Radio Salas Fue una emisora radial cubana surgida en la década de 1920. Es la emisora radial más antigua de Cuba y la primera que dedicó espacios a las transmisiones deportivas. 

## Historia

### Fundación
Antes de surgir Radio Salas como emisora radial existían muchas plantas de radio aficionados que funcionaban en Cuba. De todas esas plantas existentes, hubo dos que se destacaron por cubrir funciones sociales, la de los hermanos, Manolo y Guillermo Salas, 2MG, quienes por ser periodistas se dedicaban a dar noticias dos veces al día, y por otra parte, la del profesor y músico Luis Casas Romero, 2LC, quien también salía al aire con temas musicales. Como experimento, en 1918, la Cuban Telephone Company, desde Águila y Dragones, salió al aire con una emisora muy rudimentaria que se escuchaba a través de piedras de galeno y que se mantuvo por muy poco tiempo. El edificio de San Rafael 108, según aparece en el Archivo Nacional de Cuba, era propiedad de los hermanos Salas, quienes tenían en el primer piso una tienda dedicada a la venta de pianos y  pianolas, y en la tercera planta, su vivienda. En la segunda planta vivía y tenía su estudio, Marcos, un fotógrafo muy mencionado en aquella época y que colocó en cada peldaño de la escalera, en goma, la inscripción "Foto Marcos". Esta emisora tenía una potencia enorme, por su Onda larga se oía en todos los rincones de Cuba y su Onda corta llegaba a todos los rincones del mundo.
En 1957 sale al aire el "Estudio 6, Club de la Juventud de Radio Salas" hasta el año 1962 patrocinado por la marca de cigarros Regalías El Cuño. Este espacio lo realizaban un grupo de niños que tocaban y cantaban, Guillermito Herrera, guitarrista; Marcos López, cantante, escritor, conductor y jefe de producción del programa, con la dirección general de un joven: Luis Suao Jr. El programa tenía un gran rating internacional y se recibía correspondencia de Cuba y del resto del mundo. Fue Radio Salas la primera emisora en Cuba que dio a conocer el Rock and Roll en la isla.
De lunes a viernes se ponía música grabada de rock and roll cantada por intérpretes como Paul Anka, Bill Haley, Little Richard y más tarde, Elvis Presley. Los sábados se daban espectáculos en vivo, con cantantes que se presentaban a la emisora y eran acompañados por el grupo de niños. De aquí surgió Luis Bravo, Riqui Orlando Jr., Dany Puga, Marcos López y otros. Luis Aguilé, argentino, fue el único cantante profesional que asistió al programa. Marcos López hijo de Nitza Villapol, fue una de las principales figuras de la emisora cantando canciones como Rey del Rock, Secundaria, Rock de la Cárcel entre muchas otras, llegando incluso Camilo Sesto a interesarse por algunas de ellas.

## Ubicación
La emisora radial estaba ubicada en las calle San Rafael N.º 108, altos, entre Industria y Consulado, en Centro Habana.

## Personalidades
Entre las personalidades que laboraron en la emisora se citan Gustavo Robreño, periodista, actor del teatro vernáculo, Eduardo Robreño, periodista, la actriz del Teatro Alhambra Hortensia Valerón y la cantante y compositora María Teresa Vera.
Otro programa que se inicia en esta emisora e hizo historia en la radiodifusión cubana, fue La Universidad del Aire, dirigido por el Dr. Jorge Mañach.
En otros programas estaban la Orquesta Hermanos Castro, Swing Casino, de Güines, Conjunto Cauto de Mozo Borgellá, Camacho, Trío García con Justa García, Trío Bumba Né, Trío Hermanos Torres y también el trovador Ñico Membiela tenía un programa diario.
La emisora poseía un equipo de grabación para poder contar con programas grabados a la falla de alguna orquesta en un momento determinado. Teniendo la posibilidad de reiterar un número popular pasándolo varios veces en el día, según las peticiones realizadas.
En 1932 sale al aire por esta emisora el primer espacio informativo regular en la radiodifusión nacional, basado en la lectura textual de noticias aparecidas en el Periódico El Mundo.

## En el deporte
En 1945 el comentarista deportivo Felo Ramírez comenzó a transmitir juegos del béisbol amateur cubano. La emisora tiene la primicia de ser la primera en enviar personal al exterior para cubrir un evento foráneo, el hecho aconteció durante los Juegos Centroamericanos y del Caribe celebrados en Guatemala en 1950, cuando viaja el narrador Rafael Rubí, quien transmitió algunos juegos de béisbol, mientras que Eddy Martin desde La Habana, agregaba a la transmisión los anuncios comerciales.
Antes en 1948, durante los Juegos Olímpicos realizados en Londres, Inglaterra, el periodista del diario Avance, Manolo de la Reguera, emitía por onda corta desde la BBC de Londres hacia La Habana un boletín de cinco minutos diarios con informaciones sobre el evento deportivo.